# Зеленчук і Цицюра проти України
Рішення у справі «Зеленчук і Цицюра проти України» (англ. Case of Zelenchuk and Tsytsiura v. Ukraine, Applications nos. 846/16 and 1075/16) Європейський суд з прав людини оприлюднив 22 травня 2018 року. Суд визнав земельний мораторій порушенням права людини розпоряджатися своєю власністю, гарантованого статтею 1 Протоколу до Європейської конвенції про захист прав людини, а також статтею 41 Конституції України, за відсутності дієвого ринку землі сільськогосподарського призначення.
Заявники — звичайні власники паїв Софія Степанівна Зеленчук і Віктор Антонович Цицюра — скаржились, що постійні пролонгації мораторію зробили його «фактично безстроковим», а відповідне законодавство — непередбачуваним. Раніше Суд вже дорікав українським органам влади за нездатність врегулювати ті чи інші відносини протягом певного часу та усунути юридичну невизначеність.
У той же час, Уряд не навів жодних причин, чому тимчасову повну заборону продажу землі слід вважати єдиним належним заходом для досягнення бажаних соціальних та економічних цілей, чи вони дійсно розглядали інші заходи їх досягнення, окрім повної заборони, або оцінювали пропорційність повної заборони переслідуваним цілям.
Суд дійшов висновку, що на заявників як на фізичних осіб було покладено тягар нездатності органів влади дотриматися встановлених ними самими цілей та кінцевих строків, і цей тягар є надмірним.
|  | З огляду на зазначені міркування та ненадання Урядом достатніх аргументів для обґрунтування заходів, застосованих до землі заявників, Суд доходить висновку, що держава-відповідач вийшла за межі своєї широкої свободи розсуду у цій сфері та не забезпечила справедливого балансу між загальним інтересом суспільства та майновими правами заявників. |

Суд одноголосно постановив, що було порушення статті 1 Першого протоколу до Конвенції, та присудив заявникам по 3000 євро в якості компенсації судових та інших витрат.
Суд також закликав Україну забезпечити справедливий баланс між інтересами власників сільськогосподарської землі, з одного боку, та загальними інтересами громади, з іншого боку; проте це не означає, що необмежений ринок землі має бути запроваджено негайно.
Та все ж, якщо Україна необґрунтовано затягуватиме вжиття таких заходів, для Суду відкриється можливість присуджувати майбутнім заявникам ще й відшкодування моральної шкоди.
Рішення набуло статусу остаточного 22 серпня 2018 року. Його офіційний переклад опубліковано в Офіційному віснику України від 25.09.2018 р., № 73, стор. 52, ст. 2465.
Безпосередня імплементація Рішення «Зеленчук і Цицюра» в індивідуальних судових спорах українців можлива, адже практика Європейського суду з прав людини має застосовуватися українськими судами як джерело права. Відразу після набуття Рішенням статусу остаточного до судів загальної юрисдикції було подано кілька позовів, у яких власники земель сільськогосподарського призначення відстоюють своє право на їх відчуження, посилаючись на висновок Суду про незаконність мораторію.
Так, 10 жовтня 2018 набрало чинності рішення Добропільського міськрайонного суду Донецької області, за яким українець вперше захистив своє право на обмін землею. Прокурору, який звертався з вимогою визнати обмін землі недійсним у зв'язку з мораторієм, було відмовлено. При вирішенні справи суд посилався на висновки ЄСПЛ у справі «Зеленчук і Цицюра проти України», статтю 14 Конституції України та норми цивільного і земельного законодавства, які регулюють виниклі у справі правовідносини.
Окрім того, ухвалою від 23 січня 2019 року Касаційний цивільний суд Верховного суду передав на розгляд Великої палати справу № 227/1506/18 з таким самим предметом спору. Касаційний суд зазначив, що «Велика Палата Верховного Суду для забезпечення розвитку права та формування єдиної правозастосовчої практики могла би сформулювати позицію, відповідно до якої бажаючі продати землю мали б довести, що їх справа аналогічна справам Зеленчук і Цицюри і отримати від суду дозвіл на її продаж».
Позиції Верховного Суду з цих питань поки що немає.
За словами першого заступника міністра аграрної політики Максима Мартинюка, технічних перешкод для запровадження ринку сільськогосподарських земель в Україні не існує.

## Публікації
- Єрмолаєва, Т. В., and В. В. Алгаш. «ЩОДО ДОЦІЛЬНОСТІ ЗНЯТТЯ МОРАТОРІЮ НА ВІДЧУЖЕННЯ ЗЕМЕЛЬ СІЛЬСЬКОГОСПОДАРСЬКОГО ПРИЗНАЧЕННЯ В УКРАЇНІ.» Young 62.10 (2018).
- Іваницький, А. М. «ПРАВОМІРНЕ ВТРУЧАННЯ У ПРАВО ВЛАСНОСТІ ЮРИДИЧНИХ ОСІБ В ПРАКТИЦІ ЄВРОПЕЙСЬКОГО СУДУ З ПРАВ ЛЮДИНИ LAWFUL INTERVENTION IN THE OWNERSHIP OF LEGAL ENTITIES IN THE PRACTICE OF THE EUROPEAN COURT OF HUMAN RIGHTS.»
- Балаценко, Максим. «ЗАСТОСУВАННЯ ПРИНЦИПУ NUMERUS CLAUSUS ПРИ ВИЗНАЧЕННІ ПЕРЕЛІКУ РЕЧОВИХ ПРАВ НА ЗЕМЛЮ ЗА ЗАКОНОДАВСТВОМ УКРАЇНИ.» (2018).